# Uverworld
Gli Uverworld sono un gruppo musicale rock giapponese, costituito da cinque membri originari di Kusatsu. Nel corso della loro carriera, hanno pubblicato sette album studio ed alcuni singoli, i quali hanno avuto grande successo, e li hanno resi una delle più influenti band di genere rock in Giappone, degli ultimi anni. Il loro brano D-tecno Life è stato utilizzato come sigla dell'anime Bleach, Gekidou come sigla dell'anime D.Gray-man , Core Pride come sigla dell'anime Blue Exorcist, Odd Future nell'anime Boku no Hero Academia e Touch Off nell'anime The Promised Neverland. Nel 2005 il titolo di "migliori nuovi artisti dell'anno" in occasione dell'evento Japan Gold Disc Award organizzato dalla RIAJ.
Il loro singolo del 2009, Kanashimi wa Kitto, ha fatto da sigla per il dorama Shōkōjo Seira interpretato da Mirai Shida.

## Formazione
- Takuya, Osaka, 21 dicembre 1979  - voce
- Katsuya, 22 febbraio  1981 - chitarra elettrica
- Akira, 8 marzo 1984 - chitarra elettrica
- Nobuto, 14 febbraio 1980  - basso
- Shintarō, Ōtsu, 5 novembre 1983 - batteria

## Discografia

### Album
- 15 febbraio 2006 - Timeless
- 21 febbraio 2007 - Bugright
- 16 gennaio 2008 - Proglution
- 18 febbraio 2009 - Awakeve
- 14 aprile 2010 - Last
- 1º giugno 2011 - Life 6 Sense
- 28 novembre 2012 - The One
- 2 agosto 2017 - TYCOON

### Singoli
- 2005 - D-tecno Life
- 2005 - Chance!
- 2006 - Just Melody
- 2006 - Colors of the Heart
- 2006 - Shamrock
- 2006 - Kimi no Suki na Uta
- 2007 - Endscape
- 2007 - Shaka Beach: Laka Laka La
- 2007 - Ukiyo Crossing
- 2008 - Koishikute
- 2008 - Hakanaku mo Towa no Kanashi
- 2008 - Gekidō/Just Break the Limit!
- 2009 - Go-On
- 2009 - Kanashimi wa Kitto
- 2010 - Qualia
- 2012 - The Over
- 2012 - Reversi
- 2013 - Fight for Liberty / Wizard Club
- 2013 - Nano-Second
- 2014 - Nanokame no Ketsui
- 2015 - Boku no Kotoba de wa nai Kore wa Bokutachi no Kotoba
- 2015 - I Love the World
- 2016 - We are Go / All Alone
- 2017 - Itteki no Eikyō
- 2017 - Decided
- 2018 - Odd Future
- 2019 - Touch Off
- 2019 - ROB THE FRONTIER